# اریک (بازیکن فوتبال، زاده ۱۹۸۹)
اریک (انگلیسی: Eric؛ زادهٔ ۸ مارس ۱۹۸۹) بازیکن فوتبال اهل برزیل است.
از باشگاه‌هایی که در آن بازی کرده‌است می‌توان به باشگاه فوتبال سائو پائولو اشاره کرد.